# فره
فُرِه یا فورِه (تلفظ سوئدی: [ˈfô:rø:]) (به سوئدی Fårö) یک جزیره در دریای بالتیک است که در شمال جزیرهٔ گوتلاند واقع شده‌است، که خود در سواحل جنوب شرقی سوئد قرار دارد. این جزیره دومین جزیرهٔ بزرگ استان و یک تفرجگاه تابستانی محبوب است. همچنین دارای زبانی به نام فارویمال (Faroymal) با گویش گوتنیش است.
فُرِه همچنین نام منطقهٔ پرجمعیت سوکن (socken) متشکل از هر دو جزیرهٔ Fårö و Gotska Sandön است. این منطقه همان منطقهٔ آماری فارو است که در ۱ ژانویهٔ ۲۰۱۶ برقرار شده‌است.

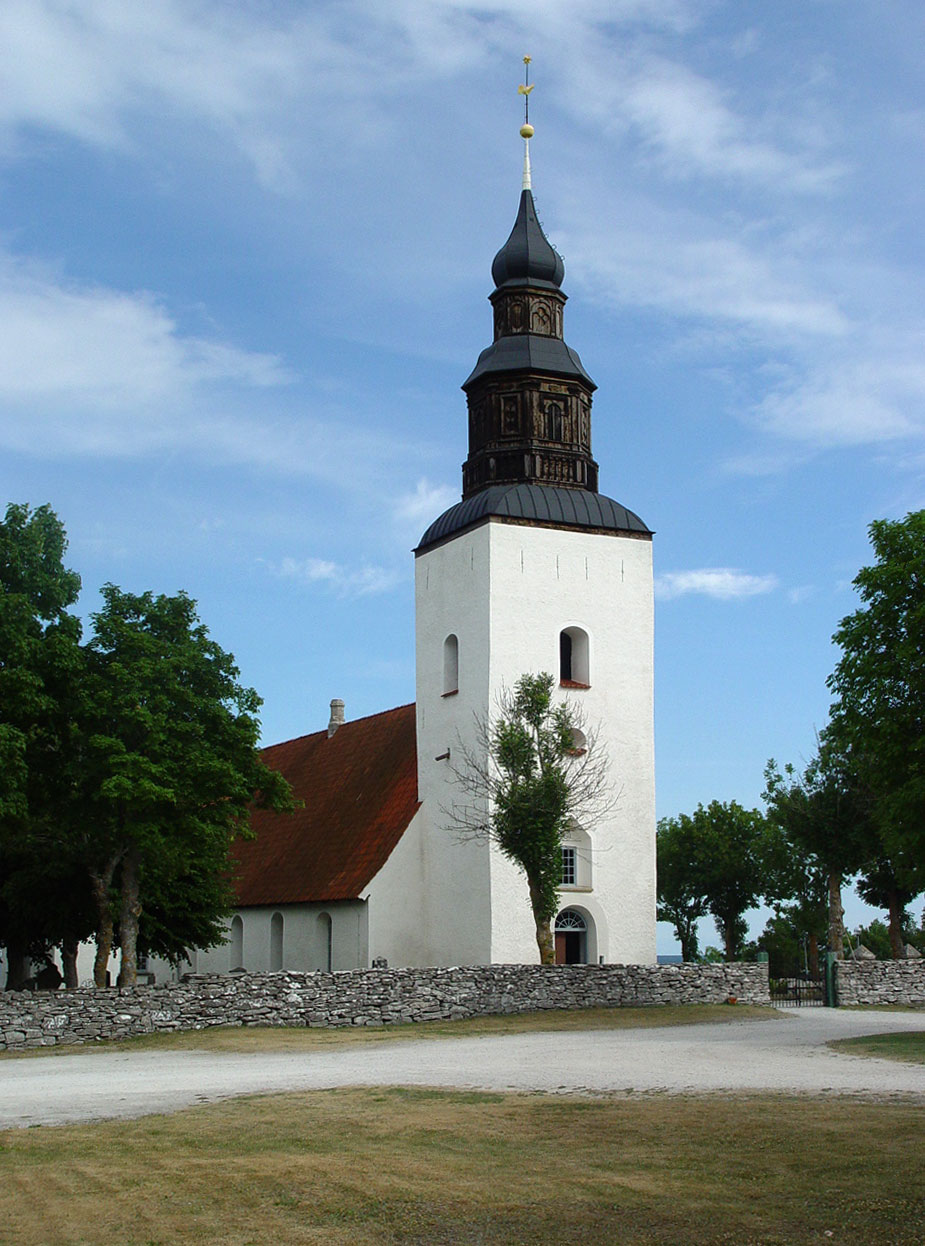
کلیسای فُرِه

## واژه‌شناسی
نام Fårö از کلمات ö به معنای جزیره و احتمالاً far بن کلمه fara به معنی «سفر کردن» گرفته شده‌است. کلمه Fårö احتمالاً به معنای «جزیره‌ای است که باید به آن سفر کرد» یا «جزیرهٔ مسافر»

## جمعیت‌شناسی
| سال  | جمعیت |
| ---- | ----- |
| ۱۹۸۵ | ۶۱۴   |
| ۱۹۸۶ | ۶۳۰   |
| ۱۹۸۷ | -     |
| ۱۹۸۸ | ۶۴۱   |
| ۱۹۸۹ | ۶۲۹   |
| ۱۹۹۰ | ۶۴۱   |
| ۱۹۹۱ | ۶۴۴   |
| ۱۹۹۲ | ۶۵۳   |
| ۱۹۹۳ | ۶۵۹   |
| ۱۹۹۴ | ۶۴۶   |
| ۱۹۹۵ | ۶۴۳   |
| ۱۹۹۶ | ۶۴۶   |
| ۱۹۹۷ | ۶۳۰   |
| ۱۹۹۸ | ۶۱۸   |
| ۱۹۹۹ | ۶۱۴   |
| ۲۰۰۰ | ۶۱۲   |
| ۲۰۰۱ | ۵۹۴   |
| ۲۰۰۲ | ۵۹۹   |
| ۲۰۰۳ | ۵۸۴   |
| ۲۰۰۴ | ۵۷۳   |
| ۲۰۰۵ | ۵۷۸   |
| ۲۰۰۶ | ۵۷۳   |
| ۲۰۰۷ | ۵۷۸   |
| ۲۰۰۸ | ۵۷۳   |
| ۲۰۰۹ | ۵۶۹   |
| ۲۰۱۰ | ۵۴۸   |
| ۲۰۱۱ | ۵۳۳   |
| ۲۰۱۲ | ۵۵۱   |
| ۲۰۱۳ | ۵۲۷   |
| ۲۰۱۴ | ۵۲۴   |
| ۲۰۱۵ | ۵۰۴   |
| ۲۰۱۶ | ۴۹۸   |
| ۲۰۱۷ | ۴۹۸   |
| ۲۰۱۸ | ۵۰۱   |
| ۲۰۱۹ | ۴۹۷   |
| ۲۰۲۰ | ۴۹۲   |
| ۲۰۲۱ | ۵۰۵   |

## میراث سینمایی
اینگمار برگمان فیلمساز سوئدی در فُرِه زندگی کرد و درگذشت و چندین فیلم او در آن‌جا فیلمبرداری شدند، از جملهٔ آن‌ها همچون در یک آینه (۱۹۶۱)، پرسونا (۱۹۶۶)، ساعت گرگ و میش (۱۹۶۸)، شرم (۱۹۶۸)، مصائب آنا (۱۹۶۹)، صحنه‌هایی از یک ازدواج (۱۹۷۳) و همچنین بی‌وفا از لیو اولمان (۲۰۰۰)، بر اساس فیلمنامهٔ برگمن هستند. هفتهٔ برگمن ادای احترامی به فیلمساز است که هر ساله در ژوئن در این جزیره برگزار می‌شود. خود فارو نیز موضوع فیلم‌های مستند برگمان در مستند فره (۱۹۷۰) بوده است.
آندری تارکوفسکی می‌خواست فیلم ایثار را در فُرِه فیلمبرداری کند، اما ارتش مانع دسترسی به جزیره شد، در عوض در جنوب در گوتلند در نار (När) فیلمبرداری شد.
میا هانسن-لوو فیلمش را در جزیره برگمان (۲۰۲۱) در فارو فیلمبرداری و تنظیم کرد.

## مکان‌ها

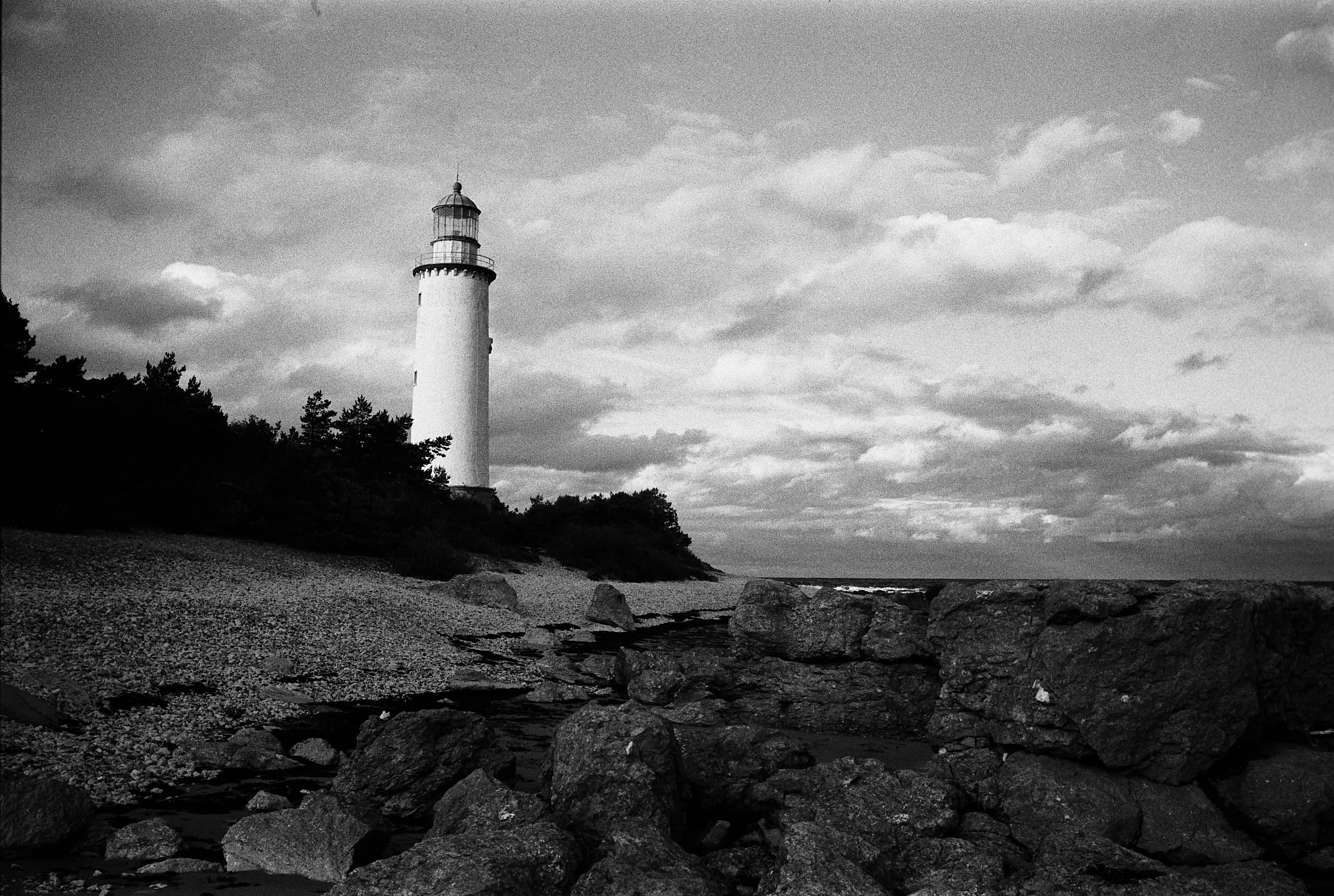
فانوس دریایی فُرِه

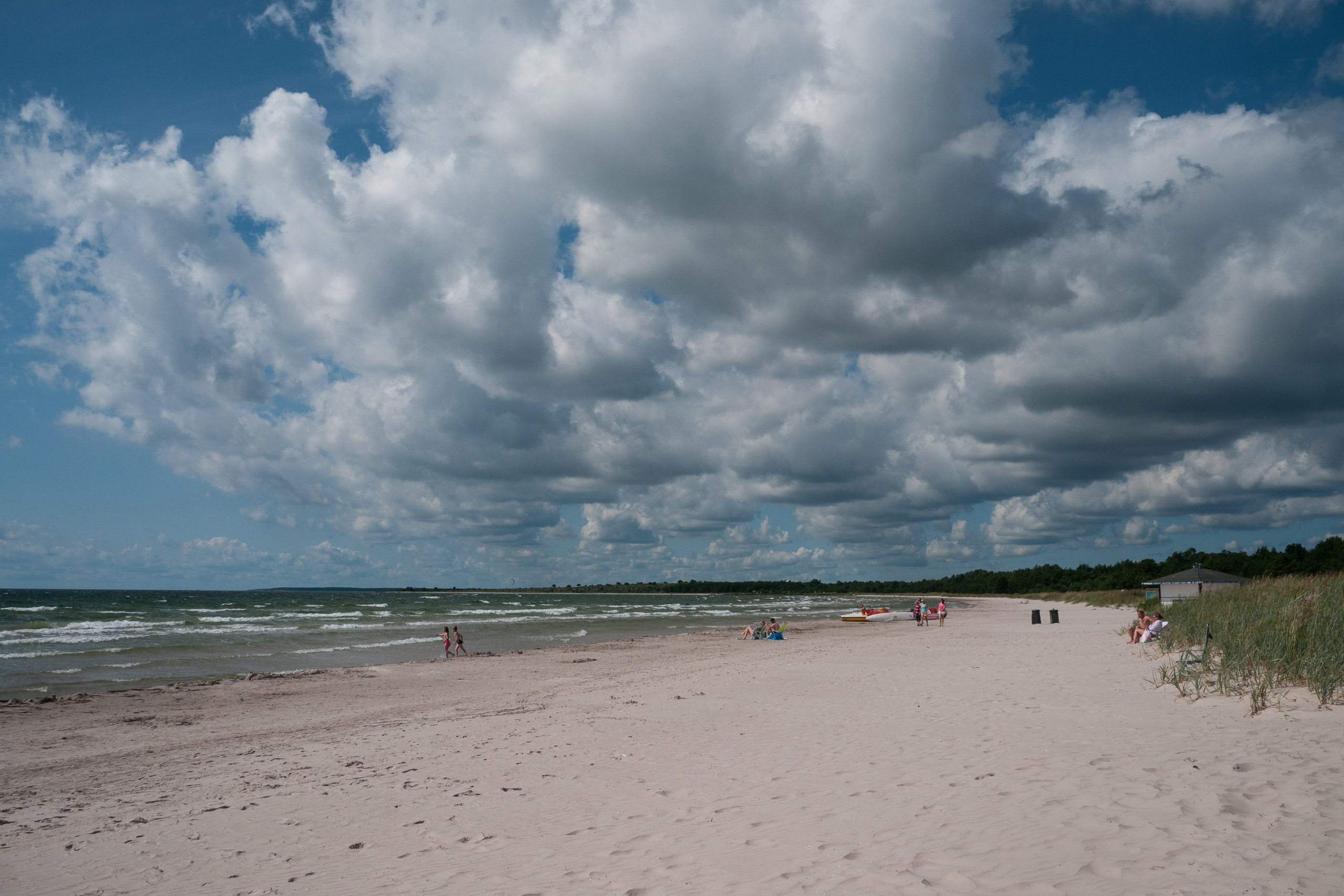
سودرشند Sudersand

### سودرشند
ساحل طولانی و شنی سودرشند در شمال شرقی فره در کنار سودرشند سمستربی (Sudersands Semesterby) قرار دارد که به گردشگران کابین اجاره می‌دهد.